# ギド・ブルクシュタラー
ギド・ブルクシュタラー（Guido Burgstaller 、1989年4月29日 - ）は、オーストリア・ケルンテン州フィラッハ出身の元プロサッカー選手。元オーストリア代表。現役時代のポジションは、フォワード。

## クラブ経歴
2014年5月23日、オーレ・グンナー・スールシャール監督率いるカーディフ・シティFCと3年契約を結んだ。
8月8日のフットボールリーグ・チャンピオンシップ開幕戦・ブラックバーン・ローヴァーズFC戦で残り20分からケンワイン・ジョーンズと交代し加入後初出場。5日後のフットボールリーグカップ1回戦・コヴェントリー・シティFCで初ゴール。
2015年1月26日、双方合意の上でカーディフとの契約を解除、4日後、2. ブンデスリーガの1.FCニュルンベルクに加入。
2017年1月12日、シャルケ04に移籍した。
2020年9月、FCザンクトパウリに3年契約で移籍した。
2022年6月、ラピード・ウィーンに2年契約で復帰した.。
2025年5月15日、現役引退を表明した 。

## 代表
2012年2月29日に行われたサッカーフィンランド代表との親善試合で、アディショナルタイムにアンドレアス・イヴァンシッツと交代し代表初キャップを記録。2017年10月6日のワールドカップ予選セルビア戦で代表初得点となる同点ゴールを挙げた。
2019年8月26日、代表引退を発表した。